# Matthias Weichert
Matthias Weichert (* 1955 in Frankenberg) ist ein deutscher Opernsänger (Bariton) und Gesangspädagoge.

## Leben
Weichert besuchte von 1965 bis 1974 die Thomasschule zu Leipzig. Im Anschluss studierte er bis 1981 Gesang an der Hochschule für Musik Carl Maria von Weber Dresden. Er sang an den Landesbühnen Sachsen und der Belgischen Nationaloper La Monnaie. Außerdem war er Gast an der Komischen Oper Berlin, der Staatsoper Berlin und der Oper Leipzig. Seit 2000 ist er freischaffender Konzert- und Oratoriensänger. Konzertreisen führten ihn durch Europa, Israel, Südkorea, Japan und die USA. 1997 wurde er Dozent an der Hochschule für Kirchenmusik Dresden und 2002 Professor für Gesang an der Hochschule für Musik Carl Maria von Weber Dresden.
Matthias Weichert ist verheiratet und hat zwei Söhne.

## Auszeichnungen
- Robert-Schumann-Preisträger
- Hugo-Wolf-Preisträger
- Stipendiat der Bayreuther Festspiele